# You Must Love Me
«You Must Love Me» es una canción interpretada por la cantante estadounidense Madonna, incluida en la banda sonora de la película Evita (1996), una adaptación del musical del mismo nombre de Tim Rice y Andrew Lloyd Webber basado en la vida de la política argentina Eva Perón. Alan Parker, director del filme, había notado la ausencia de una canción en el musical que expresara la relación compleja entre el personaje de Eva y el de su esposo Juan Domingo Perón, por lo que reunió a Rice y Webber y les solicitó que desarrollaran un tema nuevo específicamente para la película; con ello, marcó la primera colaboración de ambos compositores en diez años. El principal propósito fue mostrar el estado emocional de Eva en sus últimos momentos de vida. Madonna no había quedado contenta con la letra, pues consideraba que no simpatizaba lo suficiente con el personaje de Evita ni con su romance con Perón, por lo que intentó hacerle algunas modificaciones, aunque al final debió ceder ante la disconformidad de Rice. La grabación tuvo lugar en los estudios CTS de Londres y la producción quedó a cargo de Parker, Webber, Madonna, Nigel Wright y David Caddick.
Descrita como un aria operística, es una balada de género pop en la que Madonna explora el teatro musical y su voz se destaca por alcanzar notas más altas, resultado del entrenamiento vocal al que se había sometido para la película. La letra expresa el amor de Eva por su esposo y cuestiona cómo puede mantenerse viva la ilusión; en este aspecto, la mayoría de los versos plantea interrogantes cuya respuesta corresponde al título de la canción. El mensaje de la letra ha sido objeto de análisis por parte de académicos y críticos musicales. «You Must Love Me» tuvo su estreno mundial en Internet el 7 de octubre de 1996 a través del sitio web oficial de Warner Bros. Records —la discográfica de Madonna—, donde estuvo disponible para su descarga digitial, y dos días después fue enviada oficialmente a las estaciones de radio estadounidenses como el primer sencillo de la banda sonora de Evita. A finales de ese mes, salió a la venta comercialmente en un vinilo de siete pulgadas, así como en casete y CD.
En términos generales, obtuvo reseñas positivas de críticos y periodistas musicales, quienes resaltaron la composición de Rice y Webber y la calificaron como una de las más destacadas de la banda sonora. Aunado a ello, las evaluaciones se centraron en el registro vocal de Madonna, que atrajo, en su mayoría, comentarios favorables; no obstante, algunos críticos sintieron que no estuvo a la altura de otros sencillos de la cantante. En las ceremonias de premiación de 1997, ganó el Globo de Oro y el Óscar a la mejor canción original. Desde el punto de vista comercial, logró ubicarse entre los diez primeros puestos en las listas de Canadá, Finlandia, Italia, los Países Bajos, Polonia, el Reino Unido, la República Checa y Taiwán. Por su parte, en los Estados Unidos alcanzó el decimoctavo lugar en el conteo Billboard Hot 100, lo que representó el sencillo más exitoso de Lloyd Webber y Rice en más de veinticinco años, y obtuvo un disco de oro por la Recording Industry Association of America (RIAA).
Bajo la producción y dirección de Parker, el videoclip de «You Must Love Me» tiene lugar en una sala de conciertos de música clásica y se intercala con escenas de Evita. Madonna estaba embarazada de ocho meses de su hija, por lo que su vientre permaneció oculto detrás de un piano. La artista presentó la canción en vivo en la 69.ª entrega anual de los premios Óscar, celebrada en marzo de 1997 en Los Ángeles, y once años después figuró en el repertorio de su octava gira, Sticky & Sweet Tour (2008-2009); en ambas ocasiones, la crítica resaltó su actuación vocal. Tras su lanzamiento, múltiples artistas interpretaron una versión del tema, entre los que se destacan la banda singapurense XXPO y las cantantes Ai-Ai de las Alas, Lea Salonga, Elena Roger en las reposiciones del musical Evita, Elaine Paige, Brooke White y Lana Del Rey, cuya versión salió a la venta como sencillo en marzo de 2018. Asimismo, ha sido adaptada al checo, croata, español, islandés y neerlandés.

## Antecedentes

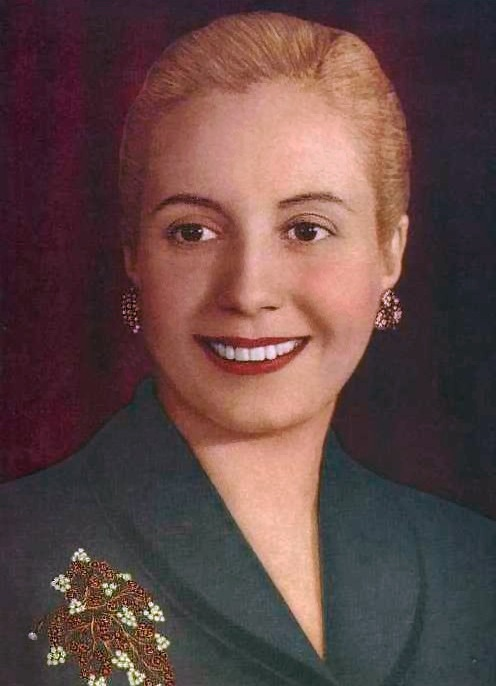
Madonna interpretó el papel principal de Eva Perón (en la imagen) en la película Evita, una adaptación del musical del mismo nombre

En noviembre de 1976, salió a la venta un álbum conceptual doble titulado Evita, compuesto por Andrew Lloyd Webber y con letras de Tim Rice, que relataba la vida de la política Eva Perón, quien había sido primera dama de Argentina y segunda esposa del expresidente Juan Domingo Perón. Ambos autores concibieron y ejecutaron el disco originalmente como una grabación completa, cohesiva y conceptual antes de representarla en el escenario, tal como habían hecho con su anterior proyecto colaborativo, Jesus Christ Superstar (1970). Evita produjo tres sencillos, entre ellos «Don't Cry for Me Argentina», que había llegado al primer puesto en el Reino Unido en febrero de 1977, y logró popularidad en varios países europeos y en Sudamérica. Tras su lanzamiento, el material fue llevado al teatro como musical en el West End en junio de 1978 y, en septiembre del año siguiente, en Broadway.
En diciembre de 1996, y tras muchos años de planificación, se estrenó la adaptación cinematográfica del musical, también titulada Evita, que contó con la producción de Robert Stigwood, Andrew G. Vajna y Alan Parker —quien también la dirigió— y la actuación estelar de Madonna como Eva Perón, Jonathan Pryce como Juan Domingo, Antonio Banderas como Ché y Jimmy Nail como Agustín Magaldi. Madonna, que deseaba el papel principal desde hacía varios años, había enviado a Parker una carta de cuatro páginas «extraordinariamente apasionada y sincera» en la que le detallaba que nadie más que ella podía representar «tan bien» a Eva Perón, además de que «cantaría, bailaría y actuaría con toda su alma» y dedicaría todo su tiempo al proyecto. Finalmente, en marzo de 1995, la cantante obtuvo el rol protagónico.
Madonna sabía que no era la primera opción de Webber cuando fue elegida para protagonizar la película y añadió: «No creo que le entusiasmaran mis dotes como cantante. Sabía que tenía todo en contra. Es una posición incómoda. Sientes que todo el mundo está esperando que tropieces». Por tal motivo, tras quedar aceptada en el filme, se sometió a un entrenamiento vocal con la profesora Joan Leder; en tres meses, amplió su registro y encontró partes de su voz que nunca había utilizado en sus proyectos anteriores. Asimismo, aprendió la partitura de Evita con el supervisor musical David Caddick, quien llevaba varios años trabajando con Webber como director de sus espectáculos. En una entrevista con Los Angeles Times, comentó: «Requería utilizar un registro superior al que no estaba acostumbrada. Mi profesora de canto me dio confianza. Desde el principio me dijo, “vas a hacer esto, y lo harás bien”. Pero tenía miedo». Lader compartió su opinión y mencionó que «Evita es teatro musical de verdad, es operístico, en cierto sentido. [Ella] desarrolló un registro superior que no sabía que tenía».

## Desarrollo
La idea de una canción nueva provino durante la preproducción de la película, cuando Parker identificó un «importante punto débil» en el guion técnico. En este sentido, notó que no había ninguna canción en el musical que expresara la relación «extraña y compleja» entre Perón y Evita, por lo que consideró que una nueva podría abordar mejor su vínculo. Tal como expresó, le preocupaba especialmente la «claridad» de la película, de ahí el hecho de reajustar las canciones y agregar música nueva. De esta manera, reorganizó el orden de la mayor parte del último acto del musical y se propuso reunir a Webber y Rice, quienes ya no tenían una relación laboral «cómoda» y habían decidido no colaborar durante varios años. Recordó que la posibilidad de que volvieran a trabajar era una «noción idealista, pero no demasiado práctica». Juntarlos en una misma sala para repasar las variaciones que requirió el guion no había resultado fácil; al final, Rice y Parker acudieron a la casa de Webber en el sur de Francia y trabajaron en los 146 cambios musicales para el filme, entre los que se incluía recortar considerablemente «Dice Are Rolling»/«Eva's Sonnet», presente en el álbum conceptual como en el musical, y componer una nueva orquestación y crear una canción original a cargo de los compositores. Madonna comentó que «hubo tensión» entre ambos, pero que, más allá de los problemas que tenían, «se notaba la sinergia que había entre ellos». Sin embargo, tiempo después, las sesiones de grabación de la banda sonora de la película ya habían iniciado y Webber y Rice aún no tenían desarrollada la pista solicitada. Cuando el director se presentó en la finca de Webber en Berkshire para mostrarle las pistas ya grabadas, este último empezó a tocar una melodía en el piano y sugirió que podría ser la canción nueva para el largometraje; semanas después, Rice escribió la letra, que llevó por título «You Must Love Me». Con ello, marcó su primera colaboración tras diez años de separación creativa; en una entrevista con Billboard, Parker recordó: «Que los dos estuvieran en una habitación para que trabajaran juntos después de tanto tiempo no fue fácil, pero finalmente sucumbieron».
| «You Must Love Me» fue escrita y reescrita unas cinco o seis veces. Recuerdo haberle mostrado la letra a Madonna y ella intentó cambiarla. Su opinión era que Perón amaba a Eva, pero mi punto de vista era más cínico. La escena puede interpretarse de diferentes maneras, pero mi letra se mantuvo, ¡menos mal! —Tim Rice sobre la composición de la canción. |

«You Must Love Me» se compuso específicamente para la película, en parte para que incluyera material nuevo y pudiera optar a una nominación en los premios de la Academia. El principal propósito fue mostrar el estado emocional de Eva en sus últimos momentos de vida; Webber declaró: «Está muriendo y lo sabe. Una de las razones por las que dice “debes amarme” es por desesperación, [pero] también dice “debes amarme porque siempre debiste haberme amado”, por lo que es un juego de palabras, supongo». Sobre la forma en la que se concibió, Rice detalló que era como todos los números de Evita, en el sentido de que no estaban compuestos tanto como canciones, sino como «episodios» o «escenas» de una historia. Dado que la versión original contaba con muchos diálogos «semicantados», el pasaje musical entre Perón y Eva era «bastante complicado» y Parker creyó que no se traduciría bien en el filme. Por ende, decidieron sustituir «Dice Are Rolling»/«Eva's Sonnet» por «You Must Love Me», con la intención de que revelara los pensamientos de Eva «cuando estaba aceptando que iba a morir». Por su parte, Webber explicó que no la habían compuesto «porque sí», sino por el hecho de que siempre había considerado que el último segmento del musical podría «haber necesitado algo más», y con esta pieza sintió que sería una «gran mejora» para la parte final del largometraje, dado que pondría de manifiesto su «propia comprensión de que [ella] está a punto de morir». Descrita como una canción de amor «agridulce de extraordinaria belleza», «You Must Love Me» «impulsa en esencia y génesis» la narrativa de la película. Parker reconoció que consiguió «todo lo que quería» de los compositores y admitió que «gracias a [su] enorme perseverancia», logró que ambos crearan la canción, a la que calificó como una de las mejores de Evita.

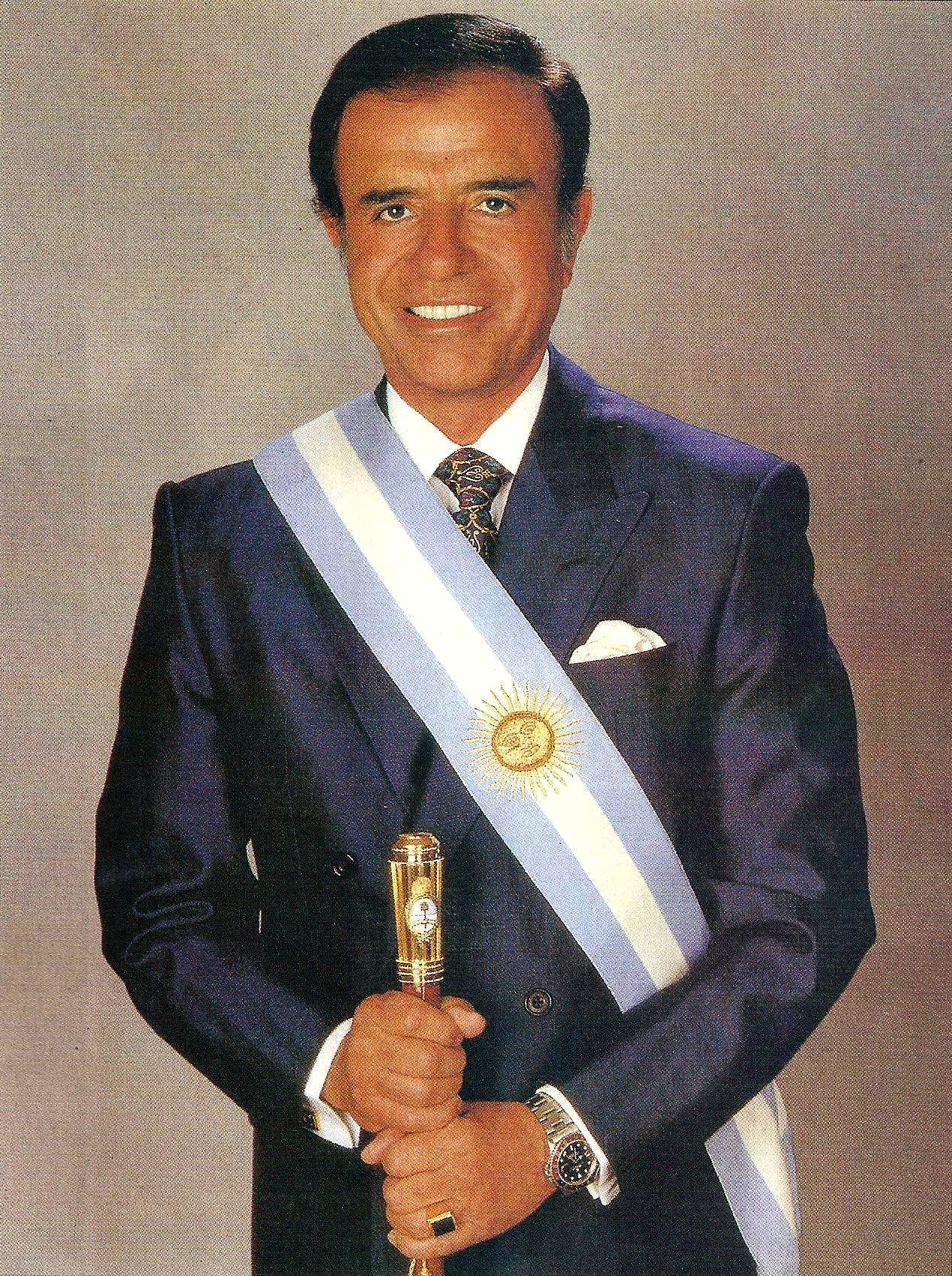
En una reunión con el entonces presidente argentino Carlos Menem durante el rodaje de Evita, Madonna hizo escucharle «You Must Love Me» para demostrar el tono «serio y respetuoso» que se esperaba crear con la historia de Eva Perón

Madonna había quedado «profundamente descontenta» con la letra cuando se le fue presentada, dado que consideraba que no simpatizaba lo suficiente ni con el personaje de Evita ni con su romance con Perón. Parker pretendía enfatizar en la película a la «manipuladora astuta que confabuló para llegar al éxito», mientras que la cantante, que se identificó demasiado con el papel, a la vez que se preocupaba por su propia imagen, quería proyectar un rasgo más «suave y tranquilo». Por tal motivo, decidió modificar algunas partes de la letra y entregó una versión revisada a Parker, quien a su vez se la envió a Rice por fax. Sin embargo, este último, disgustado con los cambios, se quejó de que se había convertido en una «descuidada canción de amor sentimental», con una letra «abismal y banal»; finalmente, la cantante decidió ceder ante la disconformidad de Rice. Pese a ello, afirmó que era una de las más destacadas del filme y de la banda sonora; de hecho, lo calificó como «sencillamente hermoso» y su tema favorito. Webber admitió que era «absolutamente esencial porque daba a Madonna la posibilidad de un momento dramático antes del tramo final» del largometraje. Por su parte, Parker recalcó que era ella «a quien más le gustaba. La canta tan maravillosamente que se convierte en su canción y solo suya».
En febrero de 1996, durante el rodaje del filme en Buenos Aires y cuando la canción ya había sido grabada, Madonna se reunió con el entonces presidente argentino Carlos Menem en lo que se conoció como un «encuentro secreto», donde le hizo escuchar «You Must Love Me» con la esperanza de demostrar el tono «serio y respetuoso» que ella y los productores esperaban crear con la historia de Eva Perón y, de esa manera, que este les permitiera rodar la escena de «Don't Cry for Me Argentina» en el balcón de la Casa Rosada. Según la cantante, mientras escuchaba el tema, Menem cerró los ojos y colocó las manos detrás de la nuca mientras se balanceaba lentamente en su asiento; al terminar la canción, observó que había lágrimas en sus ojos. Días después de la reunión, Menem aprobó oficialmente que el equipo filmara en el palacio presidencial. Los primeros reportes sobre la nueva canción surgieron a principios de mayo de 1996 en periódicos como Los Angeles Times y The New York Times.

## Grabación
La grabación de «You Must Love Me», así como el resto de las canciones de la banda sonora de la película, se llevó a cabo en los estudios CTS de Londres (Inglaterra) en octubre de 1995. La producción quedó a cargo de Nigel Wright, Parker, Webber, David Caddick y Madonna. Aunque no participó en la composición, esta última también realizó la mezcla junto con David Reitzas en los Larrabee Studios North (North Hollywood); Reitzas había trabajado con la cantante en los sencillos del recopilatorio de baladas Something to Remember (1995), su último proyecto editado antes de Evita. Webber y David Cullen fueron los responsables de la orquestación, bajo la dirección de Mike Dixon, y la ingeniería recayó en Reitzas, Dick Lewzey, Robin Sellars y Mark «Spike» Stent. Por último, Dave Collins se encargó de la masterización en los estudios A&M Mastering ubicados en Los Ángeles.
Los problemas surgieron cuando Madonna no se sentía cómoda trabajando con un «guía vocal» ni con una orquesta de 84 músicos dentro del estudio simultáneamente. Acostumbraba a escribir sus propias canciones, elegir a los músicos y decir qué sonaba bien y qué no, sumado a que solía cantar sobre una pista pregrabada, para que los músicos no la escucharan si cometía errores comunes del proceso de grabación. Tras una reunión de emergencia entre Parker, Webber y la artista, se decidió que grabaría su voz junto con su ingeniero vocal, Caddick y el director del filme en los Whitfield Street de Londres, un estudio de música contemporáneo cuyo ambiente era más propicio para el trabajo y en el que la artista estaría más a gusto, mientras que Webber, Wright y Parker se encargarían de la orquestación en los CTS Studios. Este último, quien tocó el piano durante los ensayos de la canción antes de la grabación, quedó impresionado con la interpretación vocal de la cantante.

## Composición

### Música
Descrita como un aria «operística» y «tradicional», «You Must Love Me» es una balada contemporánea de género pop. Acompañada del violín y un piano, Madonna explora el teatro musical y su voz se destaca por alcanzar notas más altas. Según la partitura publicada en Musicnotes por Universal Music Publishing Group, se establece en un compás de 4/4, con un tempo «que fluye» a 92 pulsaciones por minuto. Está compuesta en la tonalidad de si bemol mayor y el registro vocal de Madonna se extiende desde las notas sol3 a si bemol4. Sigue una progresión armónica de si bemol-mi bemol/si bemol-fa/si bemol en la introducción y luego cambia a si bemol-fa/si bemol-si bemol-si bemol7-mi bemol-do menor7-fa11-fa cuando canta la primera estrofa Where do we go from here? / This isn't where we intended to be / We had it all, you believed in me / I believed in you.
La balada se canta fuera de la pantalla, cerca del final de la cinta, cuando Eva, debilitada por el cáncer y moribunda, es conducida desde el hospital y llevada a su dormitorio. Inicia con la voz solista de Madonna y luego canta acompañada de un piano; en el estribillo, se le suma un violonchelo que ofrece un «apoyo melancólico». Dado que su personaje se está muriendo, su voz se quiebra adrede y suena, en opinión del autor Bernard F. Dick, «inquietantemente como un acto de fe». Para Kat Sherrell, autor de Experiencing Broadway Music: A Listener's Companion (2016), el registro era «relativamente» bajo para adaptarse al momento de la historia, cuando la protagonista «lucha por aceptar» su muerte. De acuerdo con la escritora Lucy O'Brien, se aprecia un pathos por la manera en la que canta el tema.

### Letra
| Antes del estreno de la película, algunos asumieron que [«You Must Love Me»] trataría sobre el personaje de Eva insistiendo airadamente —incluso ordenando— a los que la rodean que «deben» amarla, porque insiste en ello y eso es razón suficiente. Por lo tanto, fue muy sorprendente ver la película y descubrir que la canción se entiende como una epifanía de Eva, que se da cuenta de que, si Perón aún puede mostrarle tanta atención y afecto cuando ella se está muriendo y ya no le es de ninguna utilidad, entonces él debe amarla después de todo. —Richard J. Allen, uno de los autores de Stars, Studios, and the Musical Theatre Screen Adaptation (2023). |

La letra expresa «el amor desafiante de Eva y los temores de Perón por lo peor» y cuestiona cómo puede mantenerse viva la ilusión. En este aspecto, las estrofas plantean un «sinfín de preguntas»; de hecho, casi todas las frases son interrogativas. Por ejemplo, la protagonista cuestiona qué ha sucedido y cómo pueden mantener «vivas las pasiones» si creían el uno del otro, pero ahora el sueño está desapareciendo y teme que él «se le escape». En la segunda estrofa, pregunta Why are you at my side? How can I be of any use to you now? («¿Por qué estás a mi lado? ¿Cómo puedo serte útil ahora?»), que, para el crítico literario John Kenneth Muir, provenían de una «mujer que ha sacrificado demasiado, quizás, para ser una figura pública». La respuesta a cada interrogante es el estribillo, «debes amarme», que se repite hasta «parecer una amenaza», de acuerdo con la autora Una Stannard. Eva, ya muy pálida y enferma de cáncer, hace balance de la relación con su marido e intenta «desesperadamente» aferrarse a él, pero «ve que todo se le escapa»; es allí cuando Perón toma conciencia de que «pronto se habrá ido». Finalmente, comprende que ama a Perón y que este también debe amarla de verdad, no solo por lo que puede hacer por él y su carrera política, sino porque teme que la deje y, por consiguiente, perder el amor de la gente o el poder que conlleva; esto se refleja en los versos Deep in my heart I'm concealing / Things that I'm longing to say / Scared to confess what I'm feeling / Frightened you'll slip away («En lo profundo de mi corazón estoy ocultando cosas que anhelo decir; asustada de confesar lo que siento, temerosa de que te alejes»). Ya en sus últimos días de vida, suplica que Perón y el pueblo argentino la recuerden. La letra subraya «conmovedoramente» la última palabra del verso you must love me, cuando se da cuenta de que su esposo no la había elegido por motivos puramente políticos. La propia Madonna comentó que la canción «mostraba otro lado de ella que necesitaba ser revelado, el que realmente amaba a Perón».

#### Análisis

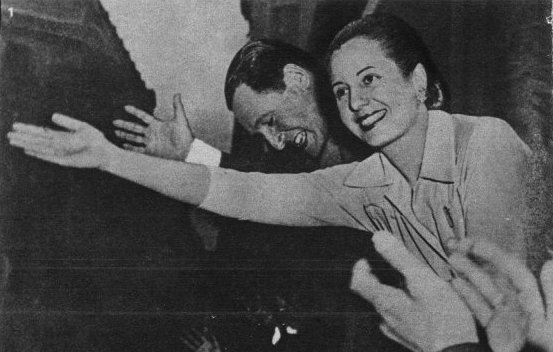
El contenido de la letra, que se centra en la relación entre Eva y Perón, fue objeto de análisis. Mientras que algunos críticos musicales y académicos sugirieron un vínculo romántico, otros concluyeron que era el resultado de una conveniencia política para beneficio mutuo

Críticos musicales y académicos analizaron el contenido de la letra, con especial atención en la relación entre Eva y su esposo. En este contexto, los autores David F. Walsh y Len Platt indicaron que «You Must Love Me» crea la sensación de que el vínculo con su esposo era «romántica y no de poder». De manera similar, Peter Keough, del Boston Phoenix, la describió como una «dolorosa despedida que disipa la ilusión de un romance de conveniencia para revelar el amor ineludible y la tragedia que hay debajo». David Parkinson, autor de The Rough Guide to Film Musicals (2007), comentó que «Evita suplica que le aseguren que ella significa más para Perón que la adoración del pueblo». Para Peggy Sue Ironside, del periódico Spoke, el tema «definió no solo la relación con su marido, sino también con su país». Richard J. Allen, en Stars, Studios, and the Musical Theatre Screen Adaptation (2023), concluyó que, con el mensaje de la canción, «Eva se humaniza de un modo que no ocurre en la versión original de Broadway». Greg Kot, del Chicago Tribune, manifestó que, aunque el título podía interpretarse como una «demanda», en realidad se trataba de una «revelación» en la lectura de Madonna, esto es, «un reconocimiento por parte de Evita Perón de que, incluso en sus últimos días, fue bendecida». En otro análisis, Una Stannard opinó que títulos como you must love me simbolizaban los «gritos asustados y enojados del niño que llevamos dentro y que no se siente amado».
Para los autores Rikky Rooksby y Barbara Victor, no hacía referencia específica ni a Evita ni a la situación política en Argentina, por lo que, al ser independiente del musical, «se destacó por sí sola». Esta última también percibió que los motivos del personaje eran «más egoístas que altruistas». Sobre este último punto, John Kenneth Muir advirtió que, aunque Eva gana en cierto sentido porque el público siente adoración hacia ella, también pierde «porque, como animal político y leyenda, nunca puede saber lo que realmente Perón, su propio marido, siente por ella». En este sentido, sostuvo que, cuando se trata de su propio marido y sus sentimientos, su vida «no tiene barómetro emocional» y, por lo tanto, «es insegura en este amor, aunque sumamente segura en público». El autor también observó que el ascenso al poder había sido «mutuamente ventajoso y conveniente» y su permanencia a su lado fue el resultado del hecho de que ella era «querida y popular», pero «por dentro se pregunta, ¿realmente la ama? ¿Es su relación una mera conveniencia política?». Igualmente, el escritor Andrew Morton sintió que el tema también capturaba la «mutua conveniencia que impulsaba a ella y a su esposo», esto es, el beneficio político en el caso de Perón y la adulación de la gente en el caso de Eva. Asimismo, aseguró que subrayaba el «principal defecto del musical y de la película: el matrimonio Perón nunca fue una historia de amor». Por último, Elysa Gardner, de Rolling Stone, escribió que, en «You Must Love Me», Madonna «captura con una intensidad temblorosa la constante necesidad de afirmación de la moribunda Eva: que ninguna cantidad de dinero y celebridad pueda satisfacer un anhelo tan básico es una de las amargas ironías de la vida».

## Publicación
En un principio, «You Must Love Me» sería enviada a las estaciones de radio de los Estados Unidos el 1 de octubre de 1996 y publicada para su compra en las tiendas dos semanas después. No obstante, la fecha se cambió y, finalmente, tuvo su estreno mundial en Internet el lunes 7 de octubre para su descarga digital tanto en la sección Online Jukebox como en la página de inicio del sitio web de Warner Bros. Records, la discográfica de Madonna. El estreno siguió una nueva tendencia en la industria que había iniciado con «Telling Lies», el último sencillo del músico británico David Bowie, que había sido publicado exclusivamente en Internet la semana anterior. Dos días después, el miércoles 9, fue lanzada oficialmente a las estaciones contemporary hit radio, rhythm-crossover y adult contemporary como el primer sencillo de Evita, a través de las compañías Maverick y Warner Bros. De acuerdo con Radio & Records, empezó a transmitirse en las emisoras estadounidenses CHR/Pop y CHR/Rhythmic el 15 de ese mes, y al día siguiente estuvo disponible en países latinoamericanos como Colombia.
La primera fecha de lanzamiento en formato físico sucedió el 21 de octubre de 1996 en el Reino Unido, cuando salió a la venta un CD y un casete que tuvo como lado A la versión del sencillo (single version) de «You Must Love Me», con una duración de 3:07, y «Rainbow High», otra canción de la banda sonora de la película, en la cara B. Dos días después, el 23, se lanzó un maxi CD en Australia y Europa que, además de las dos canciones antes mencionadas, incluyó una versión orquestal de «I'd Be Surprisingly Good For You», un dúo con Jonathan Pryce. Otro disco compacto fue publicado el 25 de octubre en Japón por WEA Japan y el 27 en Australia y Europa; en esta ocasión, en lugar de «I'd Be Surprisingly Good For You», figuró una versión orquestal de «You Must Love Me», con una duración de casi cuatro minutos y medio. Por último, en los Estados Unidos, se publicó en las tiendas el 29 de ese mes en vinilo de 7", casete y CD de 3", con «Rainbow High» en el lado B en cada uno de los formatos.
Cuando «Another Suitcase in Another Hall» —el tercer lanzamiento de la banda sonora de Evita— salió a la venta en Europa entre marzo y junio de 1997, el CD incluyó «You Must Love Me» y la remezcla «Miami Mix Edit» de «Don't Cry for Me Argentina» —los dos anteriores sencillos—, así como «Hello and Goodbye», otra de las canciones del álbum, como si se tratase de «un paquete de miniéxitos», según el crítico José F. Promis de AllMusic. La canción no se incluyó en ningún recopilatorio de Madonna, decisión que cuestionaron publicaciones como Newsweek y PopMatters; no obstante, figuró en cajas recopilatorias y colecciones de grandes éxitos de Lloyd Webber junto con canciones de otros musicales que compuso a lo largo de su carrera, tales como Now and Forever (2001), Gold (2002), Sixty (2008) y Best of Andrew Lloyd Webber (2011).

## Recepción comercial

### Estados Unidos
En los Estados Unidos, «You Must Love Me» tuvo una «ferviente» acogida en las emisoras de radio al acumular un total de 118 incorporaciones a las listas de reproducción en su primera semana, por lo que el 26 de octubre de 1996 tuvo el debut más alto de la semana en el Hot 100 Airplay, tras ingresar en el 55.º puesto. En la edición siguiente, ascendió hasta el vigesimoquinto lugar con un total de 21.5 millones de impresiones de audiencia (audience impressions) en 135 estaciones monitoreadas. Obtuvo «gran difusión» en las estaciones durante unas tres semanas, y, una vez que estuvo disponible de manera comercial a finales de octubre, el número de oyentes aumentó a 22 millones de impresiones de audiencia —con transmisión en 181 emisoras— y vendió 29 000 copias, de manera que el 16 de noviembre ingresó a la lista de ventas físicas en la vigesimocuarta posición. Esa misma fecha, debutó en el vigesimosegundo puesto del Billboard Hot 100, lo que marcó la 38.ª entrada de Madonna, el mayor ingreso de la semana y el cuarto más alto de su carrera, solo por detrás de «You'll See» (número 8), «Erotica» (número 13) y «Rescue Me» (número 15). Asimismo, fue la colaboración de Lloyd Webber y Rice que más alto llegó a la lista en más de veinticinco años, cuando «I Don't Know How to Love Him» de Helen Reddy alcanzó el decimotercer lugar en junio de 1971. Siete días después, el sencillo ascendió hasta el decimoctavo lugar; según la revista, de haber llegado a lo más alto, habría igualado a «A Whole New World» de la película Aladdín, la canción más exitosa de Rice en el Hot 100, que alcanzó el primer puesto en marzo de 1993. Permaneció veinte semanas en total, cuando hizo su última aparición el 29 de marzo de 1997 en el número 81, y finalizó en el 99.º de los sencillos más exitosos de 1997.
En las demás listas de Billboard, ocupó los puestos decimocuarto en Hot 100 Singles Sales, decimoquinto en Adult Contemporary, vigesimotercero en Adult Top 40 y Pop Songs y vigesimoquinto en Hot 100 Airplay. Basado en su desempeño, en 2003 Fred Bronson de Billboard lo clasificó en el trigésimo lugar de los treinta mayores éxitos de Madonna en el Hot 100. En el conteo Top 100 Singles de Cash Box, el tema debutó en la 36.ª casilla en la última edición de la revista, el 16 de noviembre de 1996. En los conteos radiales de Radio & Records, «You Must Love Me» alcanzó el décimo lugar en Adult Contemporary, el decimosexto en Hot AC y el vigesimosegundo en Contemporary Hit Radio; en este último, con un total de siete semanas, supuso un recibimiento más favorable en términos de posición y permanencia en la lista con respecto al anterior sencillo de Madonna, «Love Don't Live Here Anymore», que había alcanzado el puesto 44 en abril de 1996 y solo estuvo cuatro semanas. El 22 de octubre de 1998, la canción obtuvo un disco de oro por parte de la Recording Industry Association of America (RIAA) por la venta de 500 000 copias físicas; con ello, fue el vigesimoprimer sencillo de Madonna en lograr una placa de oro en el país.

### Europa
«You Must Love Me» obtuvo airplay en 39 emisoras de once países de Europa, de manera que el 2 de noviembre de 1996 ingresó en el vigésimo puesto del European Hit Radio Top 40, lo que representó el mayor debut de la semana, así como la decimosexta entrada de Madonna a la lista desde su creación en diciembre de 1990; según Pieter Kops de Music & Media, Dinamarca, Italia y el Reino Unido fueron los territorios que más veces emitieron la canción tras su lanzamiento, con una tasa de penetración nacional de entre el 47 % y el 57 %. Dos semanas después, ascendió hasta la décima posición con un total de transmisión en 58 estaciones. Durante la edición del 23 de noviembre, fue la tercera canción más reproducida en las radios de adulto contemporáneo del continente, solo por detrás del «Dance into the Light» de Phil Collins y del «Virtual Insanity» de Jamiroquai. Finalmente, alcanzó el puesto veintinueve en el conteo de ventas Eurochart Hot 100 Singles tras haber debutado en la edición anterior en el 42.º lugar.
En las listas de ventas nacionales, la canción ingresó a la décima posición del UK Singles Chart del Reino Unido el 2 de noviembre de 1996, lo que representó el 41.º debut consecutivo de Madonna entre los veinte primeros, la racha más larga en la historia de la lista, así como el sencillo más exitoso de un musical de Lloyd Webber desde la versión de Dina Carroll de «The Perfect Year», de la obra Sunset Boulevard (1993). Según la revista Hit Music!, el CD y el casete representaron el 79 % y el 21 %, respectivamente, de las ventas totales durante los primeros siete días de lanzamiento. En la edición siguiente, descendió hasta la vigesimocuarta posición y permaneció en total nueve semanas; para agosto de 1998, se ubicó en el 43.º puesto de los sencillos de Madonna con mejor rendimiento comercial en el ranquin. También ocupó el décimo lugar en el conteo Network Chart, que recopila datos de transmisión y ventas en el país, pero tuvo un recibimiento más bajo en la lista general de radios, con poca promoción de emisoras como Capital UK. Si bien había escalado del número 72 al 43 en la edición del 9 de noviembre; Alan Jones de Music Week señaló que había tenido «menos impacto» en las radios que con cualquier otro de los 41 sencillos de su carrera lanzados en el país debido a que no se trataba de una «balada tradicional» y las emisoras parecían tener «problemas» para transmitirla. Para agosto de 2008, la canción había vendido 90 428 copias, por lo que se convirtió en el decimoquinto sencillo principal de Madonna más exitoso en el país, así como en su 52.ª canción con mayores ventas en general.
«You Must Love Me» también alcanzó los diez primeros lugares en varios países europeos. En República Checa, ocupó la tercera posición en el conteo elaborado por la Federación Internacional de la Industria Fonográfica (IFPI), por debajo de «Everybody Jam!» de Scatman John y «Step by Step» de Whitney Houston, respectivamente, y la cuarta tanto en la lista de ventas como de radios de Finlandia, lo que representó el trigésimo top diez de Madonna en la primera. En Italia, el sencillo vendió veinte mil copias en sus primeros dos días de lanzamiento, y en la semana del 16 de noviembre ascendió del octavo al quinto puesto de la lista de Musica e dischi; en total, permaneció once semanas, cuatro de ellas entre las diez principales. En Polonia, estuvo tres semanas consecutivas en la quinta posición, mientras que en los Países Bajos se ubicó en las casillas cuatro y ocho de las listas Top 40 Tipparade y Single Tip, respectivamente. En el resto de los mercados, alcanzó los puestos 9 en Escocia, 21 en Irlanda, 26 en Islandia, 41 en Francia, 43 en Suiza, 49 en Suecia, 50 en Bélgica y 78 en Alemania.

### Otros mercados
En Australia, «You Must Love Me» debutó en el undécimo puesto del conteo oficial de sencillos el 10 de noviembre de 1996 y permaneció nueve semanas en total. También ocupó la misma posición en la lista canadiense de RPM, basada únicamente en airplay, aunque el recibimiento fue más favorable en el ranquin de adulto contemporáneo de dicha revista, donde alcanzó el segundo lugar; «If It Makes You Happy», de Sheryl Crow, evitó que «You Must Love Me» alcanzara el número uno. En las listas anuales de 1996 y 1997, la canción se ubicó en los números 86 y 48, respectivamente. Por su parte, en el conteo de ventas físicas recopilado por Nielsen SoundScan y publicado en Billboard, el tema ingresó directamente en la segunda posición por detrás de «Where Do You Go» de la banda No Mercy, mientras que en el ranquin Contemporary Hit Radio de The Record, también de Canadá, logró la vigesimocuarta posición. Por último, ingresó en la séptima posición en la lista oficial de Taiwán, publicada por la Federación Internacional de la Industria Fonográfica. En total, «You Must Love Me» vendió 1.1 millones de copias en todo el mundo para junio de 2019, según datos de NRJ.

## Recepción crítica
| Una gloriosa composición nueva compuesta por Tim Rice y Andrew Lloyd Webber específicamente para el ícono del pop. La cantante ofrece lo que es, con diferencia, una de las mejores interpretaciones vocales de su carrera, al llegar cómodamente a las exigentes notas de soprano de la canción, al tiempo que la impregna con una emoción delicada y desgarradora. —Reseña de Larry Flick de Billboard. |

En términos generales, «You Must Love Me» obtuvo reseñas favorables de críticos y periodistas musicales. Leonard Kniffel, autor de Musicals on the Silver Screen: A Guide to the Must-See Movie Musicals (2013), la nombró una de las «más poderosas» de la banda sonora, y Stephen Thomas Erlewine, de AllMusic, que también la eligió como una de las más sobresalientes del material junto con «On This Night of a Thousand Stars» y «Don't Cry for Me Argentina», afirmó que Evita tenía sus méritos gracias a esta canción. J. D. Considine, de The Baltimore Sun, opinó que formaba parte del grupo de «grandes temas» del álbum y agregó que «parece claramente destinado a dar a Madonna el sencillo que sus fanáticos y su compañía discográfica esperaban». Jack Schillaci, de The Michigan Daily, la consideró una de las mejores partes del disco y añadió que la «compasión y la emoción» de «Your Little Body's Slowly Breaking Down», la canción predecesora, «se trasladan bien» a «You Must Love Me», lo que «proporciona una de las transiciones más bellas de toda la producción». En su reseña a la cinta, Richard Harrington, de The Washington Post, la definió como una «bella balada» y una «vacilante súplica de Eva en su lecho de muerte»; por su parte, Greg Morago, de Hartford Courant, en su revisión a la banda sonora, remarcó que cobraba «mucho sentido» a medida que la vida de Evita se desvanecía. De Today, Dave White realzó que mostrara un lado de la artista que el público no acostumbraba ver a menudo, opinión que compartió Mike Wood de Idolator, quien percibió que el tema «desgarrador y poético» permitió «conectar con nosotros y con su personaje de una forma que nunca esperaríamos» de ella. Octavio Roca, del sitio SFGate, afirmó que, especialmente en esta canción, la «brillante presencia» de la artista en la pantalla funcionaba «a la perfección». Por su parte, el biógrafo Hal Marcovitz sintió que representaba «un grito de validación, el grito de una actriz adicta a la adoración de las multitudes». A Janet Maslin, de The New York Times, le pareció una canción «melodiosa, tan adecuada para bodas como lo es para dirigir países sudamericanos».
La composición atrajo opiniones favorables. Por ejemplo, Michael Kuchwara, del diario The Nation, sostuvo que era un «ejemplo encantador de una melodía más madura de Lloyd Webber unida a una letra sencilla y conmovedora de Rice, que siempre ha sido el colaborador más consumado del compositor». Greg Kot, del Chicago Tribune, sostuvo que se encontraba entre las obras más destacadas de los compositores y la citó como un «raro ejemplo de sobriedad con su instrumentación escasa, brevedad y lirismo matizado». En el libro Singing a New Tune (2005), John Kenneth Muir también la nombró una balada «conmovedora» y creyó que la reunión de los compositores había sido otro factor que Evita «tuvo a su favor». En opinión de Richard J. Allen, la incorporación de la canción nueva tuvo un «impacto y una resonancia mucho mayores en la historia, el tema y el tono» de Evita. Robert A. Cozens, uno de los autores de The Gramophone Musicals Good CD Guide (1998), la llamó una balada «tierna y bien elaborada» en la que Madonna expresa «un sentimiento genuino para este momento y saca el máximo partido a la primera canción de Lloyd Webber y Rice en veinte años». El biógrafo Mark Bego resaltó su naturaleza «sombría, pero conmovedora», y Jen Majeran, de The Strobe, destacó la forma en que el tema «describe situaciones en las que todos hemos estado y sentimientos que todos hemos sentido alguna vez». John Mundy, en el libro The British Musical Film (2007), la nombró «conmovedoramente introspectiva y frágil», en tanto que a Peggy Sue Ironside, de Stroke, le pareció una obra «magnífica». En The Author's Profile: Assessing Writing in Context (1998), Teri Beaver opinó que añadía «fuerza, emoción y alegría a una banda sonora ya de por sí excepcional». Justin Myers, de The Guy Liner, eligió el verso Scared to confess what I'm feeling, frightened you'll slip away («Miedo de confesar lo que siento, miedo de que te marches») como el mejor de toda la canción. Andrew Morton se preguntó si la canción habría ganado el Óscar si Madonna «se hubiera salido con la suya y hubiera cambiado el tono y la forma». Otros críticos hicieron hincapié en el atractivo comercial, como Jessica Leow, de The New Paper, quien la caracterizó como una canción pop «dulce y pegadiza hecha para la radio» y destinada a convertirse en un «éxito». Además de describirla como una balada «agridulce y tranquilamente teatral», Larry Flick, de Billboard, sintió que el lanzamiento había sido un «acontecimiento musical trascendental» y que las primeras reacciones sugirieron que el proyecto había sido «reivindicativo y triunfal para la controvertida artista». Annette M. Lai, de Gavin Report, expresó que «puede haber tenido un tibio recorrido en las radios de los 40 principales, pero en la película funciona totalmente y me hizo llorar. No se sorprendan si en las próximas semanas vuelven a pedir esta canción». El escritor Marc Andrews afirmó que «consolidó su posición como la indiscutible “reina del pop”».
Las reseñas también se centraron en el registro vocal de Madonna, que obtuvo en su mayoría elogios de la crítica. Alex Gordon, uno de los redactores de musicHound Lounge: The Essential Album Guide to Martini Music and Easy Listening (1998), la calificó como una «conmovedora interpretación», y Mat Thompson, del periódico canadiense Lambda, afirmó que «You Must Love Me» era un «poderoso testimonio de que Madonna es la mejor cantante femenina hasta ahora». También positivo fue J. Randy Taraborrelli, a quien le pareció «emotiva, quizás su mejor interpretación de los últimos años, y de la que se siente más orgullosa». El autor, que remarcó la «cautivadora» actuación de la cantante en toda la banda sonora, añadió que su voz tuvo una presencia «notable e inconfundible cuando se la escuchó durante “You Must Love Me”». Keith E. Clifton, en Madonna's Drowned Worlds (2004), resaltó que «dejaba al descubierto su registro agudo recién fortalecido» y la destacó como uno de los principales momentos musicales de Madonna en Evita. En la misma línea, Robin Monica Alexander y Kelly Stitzel de Popdose remarcaron el efecto que tuvo su entrenamiento vocal para la «desafiante» música de Evita, lo cual se evidenció en «You Must Love Me» y «Don't Cry for Me Argentina». No tan distante, James Masterton de Chart Watch UK sostuvo que ha sido «más que capaz de manejar las exigencias vocales del papel». Elysa Gardner, de Rolling Stone, comentó que el hecho de que pudiese explorar el tema principal «con tanta convicción personal es parte de lo que la hace, a pesar de todas sus debilidades, absolutamente fascinante». Caroline Sullivan, autora de Madonna: Ambition. Music. Style (2014), observó que tanto la producción «temblorosamente minimalista» como su actuación vocal «plañidera y petulante» se ajustaron bien a lo que requería el argumento. J. B., de The Daily Vault, comentó que es aquí donde Madonna «rompe corazones, tanto vocalmente como en la pantalla». José Casesmeiro, de 20 Minutos, destacó que el tema, al que calificó como uno de los mejores momentos de la película, se adapta de «manera sensacional a su voz», en tanto que Eva Joory, de Folha de S. Paulo remarcó que era una prueba de que canta con «más firmeza». En la misma línea, Annie Zaleski, de Spin, notó que su «frágil súplica» en la pista demostró su «astronómico crecimiento» como vocalista. Un periodista de The News destacó que su registro le daba un «toque elegante», y Ben Rayner, de Jam!, declaró que ella «brilla» en la canción, a la que definió como «empalagosa». En su reseña para Bay Area Reporter, Robert Julian, quien no había quedado conforme con su voz en la banda sonora, aseguró que tuvo «más éxito» con su interpretación de «You Must Love Me». Igualmente, Jo Berry y Angie Errigo, de Chick Flicks: Movies Women Love (2004), sostuvieron que, aunque su voz no era demasiado potente, estaba «a la altura» y su interpretación «cobraba vida» en la canción. Por último, Kat Sherrell señaló que, pese a que el tono era «un poco menos de la mitad de expansivo que el de El fantasma de la ópera (1986)», la composición se adaptaba al registro de Madonna, «cuya fama se basa en elementos que no son precisamente voces potentes y resonantes».
| La melodía es una pieza melancólica, cargada de violonchelos, que pone a prueba la voz de Madonna como ninguna otra canción del álbum. Por desgracia, es aquí donde ella no cumple. Cuando los arreglos hacen que suba insegura hacia el precario límite de su registro, el brillo infantil de las otras canciones da paso a una voz temblorosa. Es una interpretación admirable, pero también algo desconcertante, ya que debería haberla hecho en un tono más grave y cómodo. A pesar del entrenamiento vocal que dominó, es una canción que es mejor olvidar al evaluar su carrera discográfica. —Reseña de Peter Piatkowski de PopMatters. |

Otros críticos otorgaron comentarios más variados. Con una calificación de «B», David Browne, de Entertainment Weekly mencionó que, pese a que no se comparaba con «Live to Tell» (1986) ni «Take a Bow» (1994) en el canon de las baladas de Madonna, «You Must Love Me» era una pieza «sencilla y elegante» que estaba «claramente pensada para promocionar tanto la película como su nueva imagen adulta y matriarcal». Aun así, la describió como una canción teatral «nada dulce» y «poco interesante». El escritor neozelandés Kurt Gänzl, autor de The Encyclopedia of the Musical Theatre (2001), notó que, aunque significó una canción fuera del estilo habitual de Madonna, el resultado era «algo débil». Del mismo modo, a Jack H. Lee, de la revista Film Score Monthly, le pareció una balada «tierna», pero «débil», porque «básicamente reitera que se está muriendo y que no hubo tiempo suficiente, etc.». Uno de los redactores de la Guinness Rockopedia (1998) señaló que, pese a que la producción era «pulida», carecía de la «chispa» de los primeros lanzamientos de Madonna, opinión que compartió Peter Piatkowski, de Yahoo!, quien sostuvo que era una «buena balada», pero no estaba a la altura de otros sencillos como «Live to Tell» o «Take a Bow» (1994). A pesar de que la consideró una «adición esencial» para el éxito comercial del álbum, Rebecca Lim, de The Straits Times, expresó que era una melodía «bastante deslucida que parece no poder decidir si quiere encajar con el resto de la música o si preferiría ser el próximo éxito de Madonna». De igual manera, Bob Lessick, de The Johns Hopkins University News-Letter, remarcó la «gran cobertura» que había tenido el sencillo; no obstante, aseguró que Lloyd Webber solo compuso la canción para darle a Madonna otro «posible éxito» y para intentar ganar el Óscar. Esta también fue la conclusión a la que llegó Matthew Gilbert, de The Boston Globe, al sugerir que «You Must Love Me» «bien podría ser la campaña publicitaria» del premio Óscar y «no solo el título de la nueva canción de la banda sonora».
El escritor italiano Francesco Falconi sintió que la canción puso «a dura prueba las capacidades canoras de Madonna, no tanto por el timbre, sino más bien por la dosificación de la voz, que se quiebra en el estribillo», lo cual hizo difícil que transmitiera la «emoción contenida en el texto». Matthew Jacobs, del HuffPost, sintió que, aunque el entrenamiento vocal al que se sometió había «dado sus frutos» en la canción, esta no daba «mucho de sí fuera de la película». Más negativa fue Barbara Shulgasser, de SFGate,, quien criticó la letra «floja y tonta» de Rice, que no hace «ningún esfuerzo por corresponderse con los ritmos de la música», y concluyó que el hecho de que él y Webber compusieran una nueva canción para la película «no sirvió de nada». Igualmente, Patti Hartigan, de Tampa Bay Times, declaró que su voz «tiembla y duele, a pesar de la letra insípida». A excepción de la interpretación de Madonna, Pat Mullen, del sitio That Shelf, también reprobó la composición de Webber y la calificó como «nada memorable». Marcelo Figueiras, de Folha de S. Paulo, escribió que, si bien la intención era mostrar a «Eva vulnerable y a Perón cariñoso», el truco no funcionaba. Un editor de Rolling Stone la tachó de «absurdamente sensiblera», y Peter Travers, de la misma revista, señaló que la canción «suplica» simpatía al oyente, «y eso ya es demasiado». Rikky Rooksby percibió que el oyente, ya familiarizado con la producción de Madonna, «se sentirá provocado» al compararla con «Promise to Try» de su álbum Like a Prayer (1989), que, según el autor, era «mucho, mucho mejor» que «You Must Love Me». Por último, Aly Semigran, de Billboard, la catalogó como una balada «somnolienta» que no era meritoria del premio Óscar, y Terry Hazlett, de Observer-Reporter, que la tildó de «fracaso», subrayó que «ni siquiera Madonna consiguió que sonara en las radios».

## Reconocimientos
En enero de 1997, «You Must Love Me» ganó la categoría mejor canción original en la 54.ª edición de los Globo de Oro, realizada en Los Ángeles, donde también Evita recibió el galardón a mejor película de comedia o musical y Madonna el de mejor actriz de comedia o musical por su papel como Eva Perón. Dos meses después, en la 69.ª entrega anual de los premios Óscar, Lloyd Webber y Rice obtuvieron la distinción en la misma categoría; con ello, representó el primer premio de la Academia para Webber y el tercero para Rice, tras haber ganado por «A Whole New World» de Aladdín y «Can You Feel the Love Tonight» de El rey león, así como la segunda canción grabada por Madonna en obtener tal distinción, después de «Sooner or Later (I Always Get My Man)» de la película Dick Tracy (1990), compuesta por Stephen Sondheim, que ganó en la edición de 1991. El crítico de cine Roger Ebert predijo en Lakeland Ledger que ganaría debido «en parte como premio de consolación indirecto para Madonna, y en parte porque viene envuelto en la gloria de un famoso artefacto cultural». También ganó a mejor canción original en la primera ceremonia de los Golden Satellite Awards y en la primera entrega de los Online Film & Television Association Awards. Paul Grein, de Billboard, observó el hecho de que, pese a haber ganado el Óscar, no haya sido nominada a los premios Grammy en la categoría de mejor canción escrita para película o televisión.
Fred Bronson de Billboard clasificó a «You Must Love Me» en el número 66 de las cien mejores canciones de 1996, y Jason C. McLean, de WatchMojo, la consideró la décima más «icónica» de Lloyd Webber. En 2002, fue incluida entre las dos mil canciones «más queridas y recordadas» del siglo XX por el autor David A. Jasen en su libro A Century of American Popular Music. Asimismo, figuró en el sexto lugar de una lista elaborada por la revista Playbill sobre las «diez mejores canciones añadidas a películas musicales adaptadas del teatro», así como en el conteo de los cincuenta temas más destacados de clásicos del cine de Hollywood elaborado por el sitio uDiscover Music. La emisora española M80 Radio y la revista estadounidense Spin lo ubicaron en sus listas de los mejores temas ganadores del premio Óscar.
Aunado a lo anterior, periódicos, revistas y sitios web como 20 Minutos, AXS, Boy Culture, Entertainment Weekly, Heraldo de Aragón, Jenesaispop, Las Vegas Sun, Logo, Slant Magazine, Terra, The Detroit News, The Guardian, la versión en español de Vanity Fair, VH1 y Vogue la incluyeron en sus correspondientes listas de los temas y sencillos más destacados de Madonna. De todas estas publicaciones, destaca la reseña de Chaco Morais, de Heraldo de Aragón, quien concluyó que «todos los esfuerzos que hizo por interpretar a Evita en la gran pantalla dieron su fruto con esta canción». Por último, la revista colombiana Semana lo distinguió como uno de sus cinco temas que «dejaron huella en el cine».

## Vídeo musical
Rodado en Los Ángeles (California), el videoclip de «You Must Love Me» fue producido y dirigido por Parker; Darius Khondji estuvo a cargo de la cinematografía y Gerry Hambling de la edición. Durante el rodaje, Madonna estaba embarazada de ocho meses de su hija Lourdes María, por lo que su vientre permaneció oculto detrás de un piano. En el vídeo, que tiene lugar en una sala de conciertos de música clásica, Madonna interpreta la canción con expresión de «dolor» en su rostro detrás de un gran piano de cola adornado con candelabros y acompañada de un pianista y una violinista; dichas escenas se intercalan con tomas de Evita en las que aparece Jonathan Pryce en su rol de Perón. El compositor de jazz estadounidense Freddie Ravel fue quien tocó el piano durante la filmación; la cantante había escuchado una de las canciones de su álbum Sol to Soul y le solicitó participar en el rodaje, a lo que respondió que «sería un honor». Cabe señalar que Ravel también había sido uno de los músicos que participó en las remezclas de «Don't Cry for Me Argentina».
«You Must Love Me» tuvo su estreno en el canal estadounidense MTV el 9 de octubre de 1996 y, para la semana del 20 de ese mes, fue el cuarto vídeo más visto. El 12 de noviembre, fecha del lanzamiento de la banda sonora, MTV dedicó el día a reproducir repetidamente el videoclip. En VH1, salió al aire en la semana del 7 al 13 de octubre y, para la edición del 22 de noviembre, se convirtió en el segundo más reproducido, por debajo de «It's All Coming Back to Me Now» de Céline Dion. En las siguientes fechas, se añadió a la programación de las cadenas The Box de Miami Beach (19 de octubre), Power Play Musik Television de Newark (7 de diciembre), MTV Latino de Miami Beach y MuchMusic de Toronto (21 de diciembre). En MTV Europa, salió al aire el 15 de octubre de 1996; para los primeros días del mes siguiente, tenía «alta rotación» en el canal. También se estrenó en el programa británico Top of the Pops de la BBC el 25 de octubre, con repeticiones el 1 de noviembre y el 25 de marzo de 1997, este último por motivo de la ceremonia de los premios Óscar. Por último, la cadena The Music Factory de los Países Bajos transmitió el vídeo a partir de mediados de noviembre.
El videoclip no formó parte del DVD recopilatorio de Madonna The Video Collection 93:99 por motivos legales, según Jeremy Kinser de The Advocate, aunque fue incluido como material adicional en la edición en Blu-ray de Evita, publicada en junio de 2012 con motivo del decimoquinto aniversario del lanzamiento de la cinta en formato casero. Andy Jones, de Classic Pop, comentó que Madonna demuestra su nuevo registro vocal con «cierto aplomo» y recalcó que, aunque estaba «lejos» del vídeo de «Open Your Heart» (1986), era el mejor de los tres sencillos de Evita. Michael Reuben, del sitio Blu-ray.com, recalcó que tenía la «virtud de estar concebido y rodado con sencillez». Louis Virtel, de Logo, lo ubicó en el 52.º puesto de los vídeos más destacados de la cantante; por el contrario, Justin Ravitz, de Vulture, lo calificó como el tercer peor de su carrera.

## Presentaciones en vivo

### Premios Óscar
El 24 de marzo de 1997, Madonna interpretó «You Must Love Me» en la 69.ª edición de los premios Óscar, celebrada en el Shrine Auditorium de Los Ángeles. Para la ocasión, lució un vestido negro de encaje de la marca Christian Dior con una larga cola sobre un forro rosáceo. Previo a la interpretación, Billy Crystal —presentador de la ceremonia— declaró que la cantante, que era una de las favoritas a recibir una nominación a mejor actriz por su papel en la película, había demostrado «mucha clase» al pedir actuar en la gala pese a que finalmente fue «ignorada» por la Academia y no estuvo entre las candidatas en la categoría. A continuación, la artista realizó una actuación sencilla en el centro del escenario acompañada de un pianista a su derecha y cantó «con más dramatismo que en Evita»; el coreógrafo Otis Sallid comentó que, en lugar de que la rodearan «bailarines de tango argentinos», optó por simplemente ubicarla en el centro y que ella misma fuera el «centro de atención».
Madonna recibió una «calurosa» bienvenida por parte del público e incluso el propio Lloyd Webber elogió su actuación, que también obtuvo comentarios generalmente favorables de la prensa. La revista Hits y la biógrafa Michelle Morgan la calificaron como una interpretación «espectacular» y «hermosa», respectivamente, y Daniel Welsh, del HuffPost, la consideró una de las doce presentaciones «más memorables» de Madonna en premiaciones. Para Mark Bego, fue «casi como si ella hubiera recibido un Óscar» por su interpretación en la gala, y para Kristin Long, de The Michigan Daily, el número había aportado «estilo» a la ceremonia. Frazier Moore, de The Argus-Press, resaltó su actuación «con anhelo» y su aspecto «apropiadamente majestuoso», en tanto que Peter Piatkowski, de PopMatters, y Carrie Rickey, de The Philadelphia Inquirer opinaron que se trató de una presentación «elegante» y «sobria». Sobre su presencia en el escenario, Christopher Neal, del Daily News, señaló que se había portado «decepcionantemente bien», y el escritor Francesco Falconi, que llamó su presencia «encomiable», opinó que la ceremonia vio a una Madonna «serena y distinta». Renee Graham, de The Boston Globe, concluyó que había lucido «impresionante» y apareció como «ejemplo perfecto del nuevo Hollywood que la noche parecía celebrar».
Por el contrario, Robert Bianco, de Pittsburgh Post-Gazette, sugirió que, aunque había sido de «mucha clase» que se presentara en la ceremonia, la historia habría tenido un «final más feliz si hubiera cantado bien. Quizá Madonna no debería cantar para el Óscar; el año que interpretó la canción de Dick Tracy estaba aún más nerviosa y desafinó más». En su libro A Massive Swelling (2000), la escritora Cintra Wilson describió su voz como «débil y temblorosa» y notó que «siempre tiembla de miedo y se refuerza con esa tenacidad inflexible que siempre ha tenido». La autora añadió que la cantante se sintió «obligada a llorar de verdad» durante la presentación porque «sabía que no podía cantarla, y decidió compensar su falta de talento con algo de “actuación” que la gente pudiera apreciar». En la semana posterior a la presentación, la canción obtuvo un 32 % de incremento en ventas y comercializó ocho mil copias en los Estados Unidos, por lo que, en la edición del 12 de abril de Billboard, reingresó a la lista de ventas físicas en el puesto 67.

### Sticky & Sweet Tour

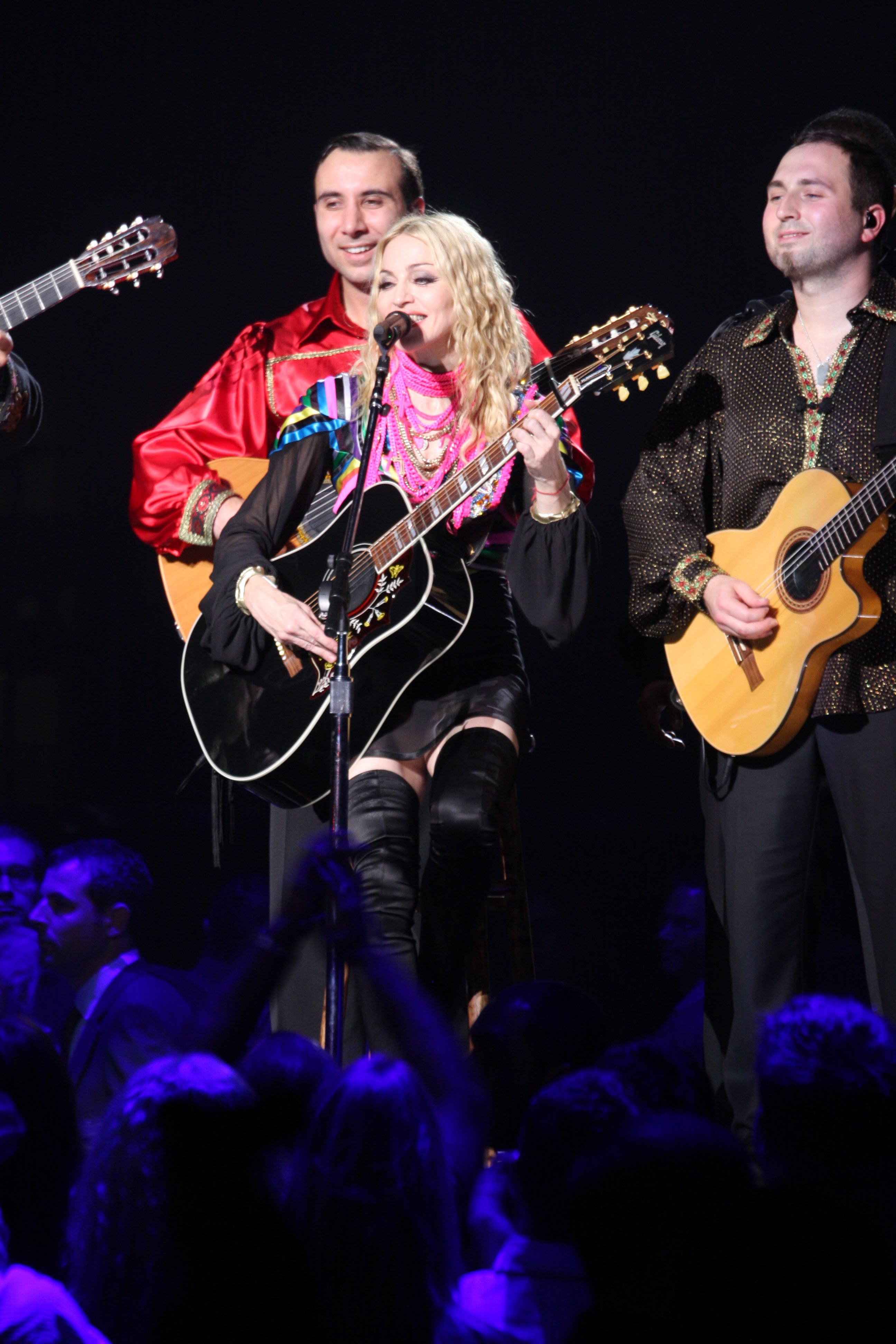
Madonna interpretando una versión acústica de «You Must Love Me» en uno de los conciertos de la gira Sticky & Sweet Tour (2008-2009)

«You Must Love Me» formó parte del repertorio de la octava gira musical de Madonna, Sticky & Sweet Tour (2008-2009), después del interludio de baile «Doli Doli» y antes del vídeo interludio «Get Stupid». La canción cerraba el tercer segmento del espectáculo, titulado Gypsy, que rendía «homenaje» al folk y a los gitanos rumanos e incluía coreografías de flamenco, tango y danzas de Oriente Próximo. Madonna lució un vestido elástico negro de chifón, diseñado por Riccardo Tisci para la marca Givenchy, adornado con cintas multicolores y cadenas metálicas de color fucsia, llevado con un collar a juego. En una atmósfera más «discreta», interpretó el tema en un arreglo acústico sobre un taburete ubicado al final de la pasarela del escenario. Estuvo acompañada del grupo Romanian Kolpakov, liderado por Alexander Kolpakov, director del conjunto ruso de música y danza folclórica Via Romen, e integrado por un violinista, un acordeonista y dos guitarristas. El público entonaba el estribillo principal y el título de la canción, mientras que las pantallas de fondo mostraban escenas «sombrías» de Evita. En los cuatro conciertos realizados en Buenos Aires (Argentina), tras interpretar «You Must Love Me», Madonna también cantó «Don't Cry for Me Argentina». Ambas canciones figuraron en el tercer álbum en vivo de la cantante, Sticky & Sweet Tour (2010), filmado en diciembre de 2008 durante los conciertos de Buenos Aires.
La crítica resaltó la versión folk acústica y se centró además en la interpretación vocal de Madonna, que obtuvo comentarios generalmente favorables. Jay N. Miller, de The Patriot Ledger, la nombró una interpretación «conmovedora», y Andy Greene, de Rolling Stone, lo consideró el mejor momento del espectáculo. De la misma revista, otro crítico destacó la «impresionante versión simplificada» de la canción, a la que también denominó la parte más «apasionante» del concierto. Descrita como «preciosa», David Sprague de Variety observó que había sido el único momento en el que la cantante «ofreció al público un respiro» tras números «elaboradamente coreografiados». Ricardo Baca, de The Denver Post, calificó la presentación como «perfecta y preciosa» con el acompañamiento de cuerdas y añadió que fue una oportunidad «necesaria» para escuchar su voz real, a la que describió como «sólida». De Los Angeles Times, Mikael Wood afirmó que había ofrecido su interpretación vocal «más potente» de la noche y resaltó su lado más «vulnerable», opinión que compartió un redactor del diario Atlántico, quien remarcó que Madonna «buscó su cara más baladista». Justin Camilleri, de Times of Malta, señaló que «hizo estallar las cuerdas emocionales», y Roque Casciero, de Página/12, aseguró que cantó «como si fuera la Evita del cine otra vez». En comentarios menos favorables, Francisco Chacón, de El Mundo, consideró la actuación «empalagosa», en tanto que Kitty Empire, de The Guardian, lo nombró un número «espantoso». Jon Pareles, de The New York Times, señaló que su voz quedó al descubierto con «lamentables notas sostenidas».

## Versiones de otros artistas
Una de las primeras versiones de «You Must Love Me» estuvo a cargo de la banda singapurense XXPO a finales de marzo de 1997 durante un concierto en vivo; el periódico The New Paper describió la actuación de la vocalista Anne Weerapass como «inolvidable: en la sala a oscuras, con su voz ronca, podías sentir el dolor de Evita». En julio de ese año, durante una presentación de comedia, la cantante filipina Ai-Ai de las Alas interpretó una versión reescrita en tagalo con «letras nuevas y divertidas», en consonancia con el tono general del espectáculo. El artista Tommy Mara también fue otro de los artistas que realizó una versión del tema para el álbum Lost Crooner (1998), una colección de «legendarias grabaciones de los años 1950» complementada con temas más recientes de la época. La cantante y actriz filipina Lea Salonga cantó el sencillo durante un concierto realizado a mediados de enero de 2000 en el Philippine International Convention Center; un par de después, la actuación se incluyó en el doble álbum en vivo Lea Live, editado en junio por BMG Records. Peter Fawthrop de AllMusic calificó la presentación como «excelente». Durante la promoción del disco, volvió a interpretar la canción acompañada de su hermano y director musical, Gerard Salonga, en el piano.
Elaine Paige, que representó a Eva Perón en la producción de West End a finales de la década de 1970, interpretó «You Must Love Me» para su álbum de 2006 Essential Musicals. Ese mismo año, la estadounidense Rebecca Spencer y la neozelandesa Denise Norton grabaron una versión para sus respectivos álbumes Fair Warning y Whispering Sands, respectivamente; posteriormente, esta última la presentó en vivo en una gala de patinaje sobre hielo, que fue televisada por la cadena Eurosport y vista por millones de espectadores. Michelle Mahon, vocalista de la Community Little Theatre de Auburn (Maine), interpretó la canción para la producción musical de 2007 Love Changes Everything, dedicada a la obra de Lloyd Webber, acompañada de un piano y un violonchelo. En abril de 2008, Brooke White la cantó en una presentación de la séptima temporada del programa American Idol; cuando empezó a cantar el primer verso, olvidó la letra, lo que la obligó a interrumpir la actuación para empezar nuevamente desde el principio. Otros artistas que versionaron «You Must Love Me» incluyen Jodie Prenger en 2008, Connie Fisher en 2009, Giovanna Nicola y Juan Martínez Pott en 2018, Chris Landmark, Ivana Raymonda Van Der Veen y Jonathan Roxmouth en 2019 y Camilla McDowell en 2020.
La canción ha sido adaptada a otros idiomas como el checo (bajo el título de «Tak měj mě rád» e interpretada por la cantante Leona Machálková), croata (con el nombre «Da Me Voliš» por Vanna, vocalista de la banda Electro Team), islandés (llamada «Þú elskar mig» y grabada por Andrea Gylfadóttir, Kjartan Valdemarsson y Bryndís Halla Gylfadóttir) y neerlandés (conocida como «Jij Blijft Bij Mij» por Brigitte Heitzer). Otros artistas grabaron versiones instrumentales con diferentes instrumentos y en géneros musicales variados, entre los que se mencionan los pianistas John Livingston, Christopher West, Dean Malsack y Jackie Bradley, en un estilo easy listening, Lorie Line, Joe Augustine, Danny Wright, John Arpin, Jake Concepcion, el músico Mark Kramer, con una reelaboración en jazz, la orquesta Oregon Mandolin —como un popurrí en vivo con «Don't Cry for Me Argentina»—, y Dylan Cramer y Ron Johnston, con una producción en saxofón y piano.

### Reposiciones deEvita

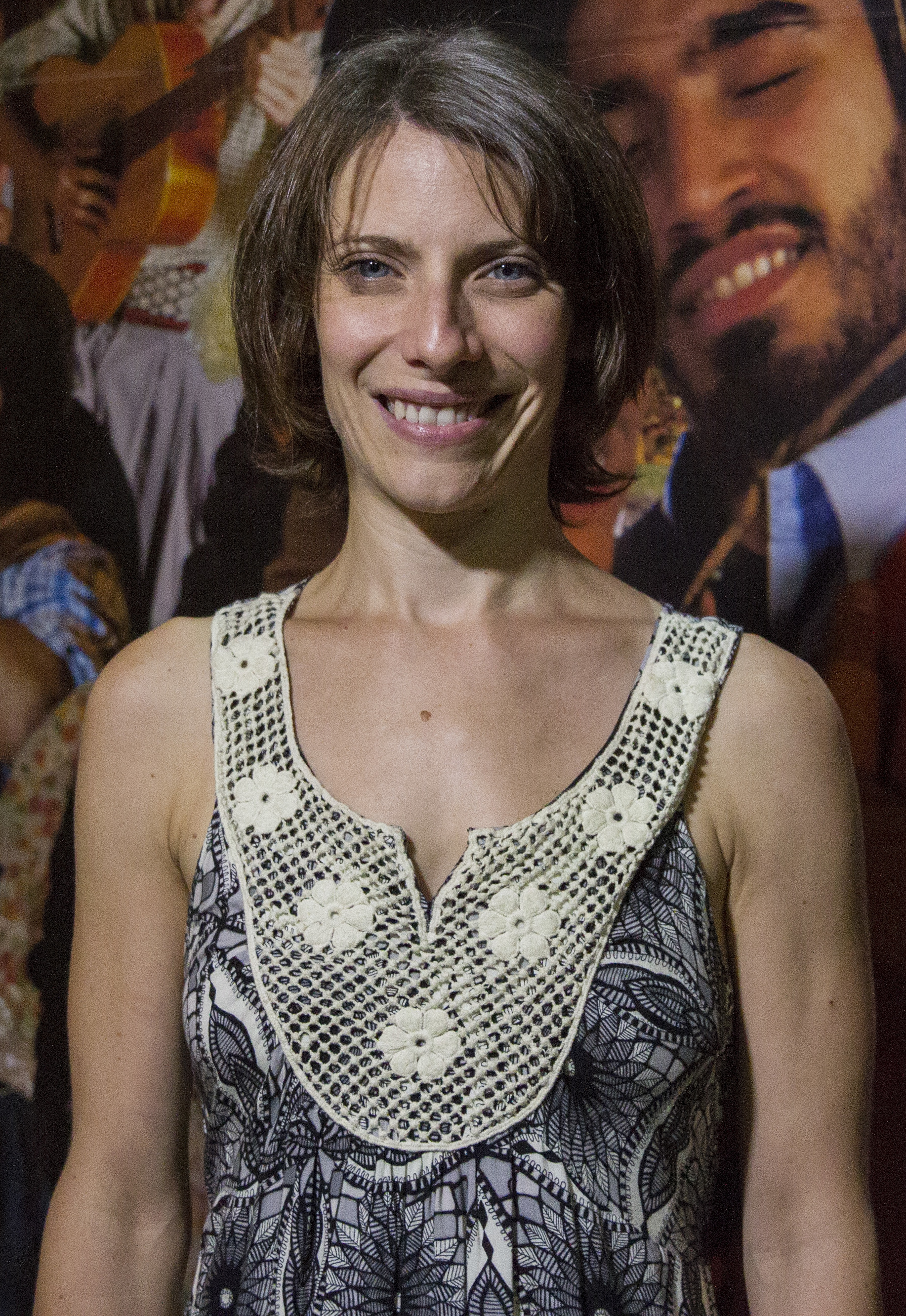
La actriz argentina Elena Roger, en su papel de Eva Perón, interpretó una versión de «You Must Love Me» en las reposiciones del musical Evita tanto en el West End de Londres (2006) como en Broadway (2012)

En agosto de 2004, Lloyd Webber anunció la reposición de Evita en el teatro con la incorporación de «You Must Love Me» en el repertorio; finalmente, la obra tuvo su reestreno en el West End de Londres en junio de 2006 y seis años después en Broadway, con la actriz argentina Elena Roger como Eva Perón en ambas producciones. Roger comentó que incluir la canción en la obra ayudó a mostrar la «vulnerabilidad» del personaje y la profundidad de su relación con su esposo, así como reveló lo «mucho que intenta aferrarse a la vida». Su versión de la canción obtuvo comentarios generalmente variados de la prensa; mientras que Entertainment Weekly y Associated Press elogiaron su voz, el HuffPost desaprobó su entrega «poco convincente». Ben Brantley, de The New York Times, declaró que, cuando canta el tema hacia el final del espectáculo, «el imperativo cuelga inerte y sin respuesta». En la misma línea, Scott Brown, de Vulture, sintió que, aunque era un momento «encantador», el amor que debería «florecer» entre Eva y Perón «permanece más bien frío al tacto». Pese a que la describió como una canción «dulce», a David Rooney, de The Hollywood Reporter, le pareció que había sido incorporada «a la fuerza», lo que «desaceleraba aún más las cosas». Su interpretación figuró en el álbum del elenco londinense de Evita, publicado por Polydor en junio de 2006.
Desde entonces, el sencillo figuró en el repertorio de múltiples representaciones teatrales del musical, con versiones de la actriz estadounidense Caroline Bowman en la gira de 2013, la puertorriqueña Ana Isabelle en Asolo Repertory Theatre (2017), la inglesa Emma Hatton y la portuguesa Madalena Alberto en las giras del Reino Unido de 2017 y 2018, respectivamente, Tina Arena en Opera Australia (2018), la estadounidense Kerry Moriarty en la producción de Stumptown Stages del Brunish Theatre (2018), la zimbabuense Solea Pfeiffer en City Center (2019), la iraquí Yael Reich, en la gira por el 40.º aniversario del primer estreno del musical en Broadway, y la estadounidense Shereen Pimentel en el American Repertory Theater (2023). Sumado a lo anterior, una adaptación al español —titulada «Adórame»— fue interpretada por Inma Mira en la reposición de la obra en Madrid, que tuvo lugar entre 2015 y 2016. Richard J. Allen, en Stars, Studios, and the Musical Theatre Screen Adaptation (2023), elogió que se incorporara «You Must Love Me» en las siguientes producciones teatrales porque no solo añadía un «elemento romántico» en el escenario, sino porque, a pesar de que presentaba un retrato «poco simpático» de Eva Perón, instaba al público a ver su «inminente muerte como algo trágico, el fallecimiento de un personaje que, al final de su corta vida, descubre que puede ser necesitada o amada por algo más allá del poder, la fama o el dinero».

### Versión de Lana Del Rey

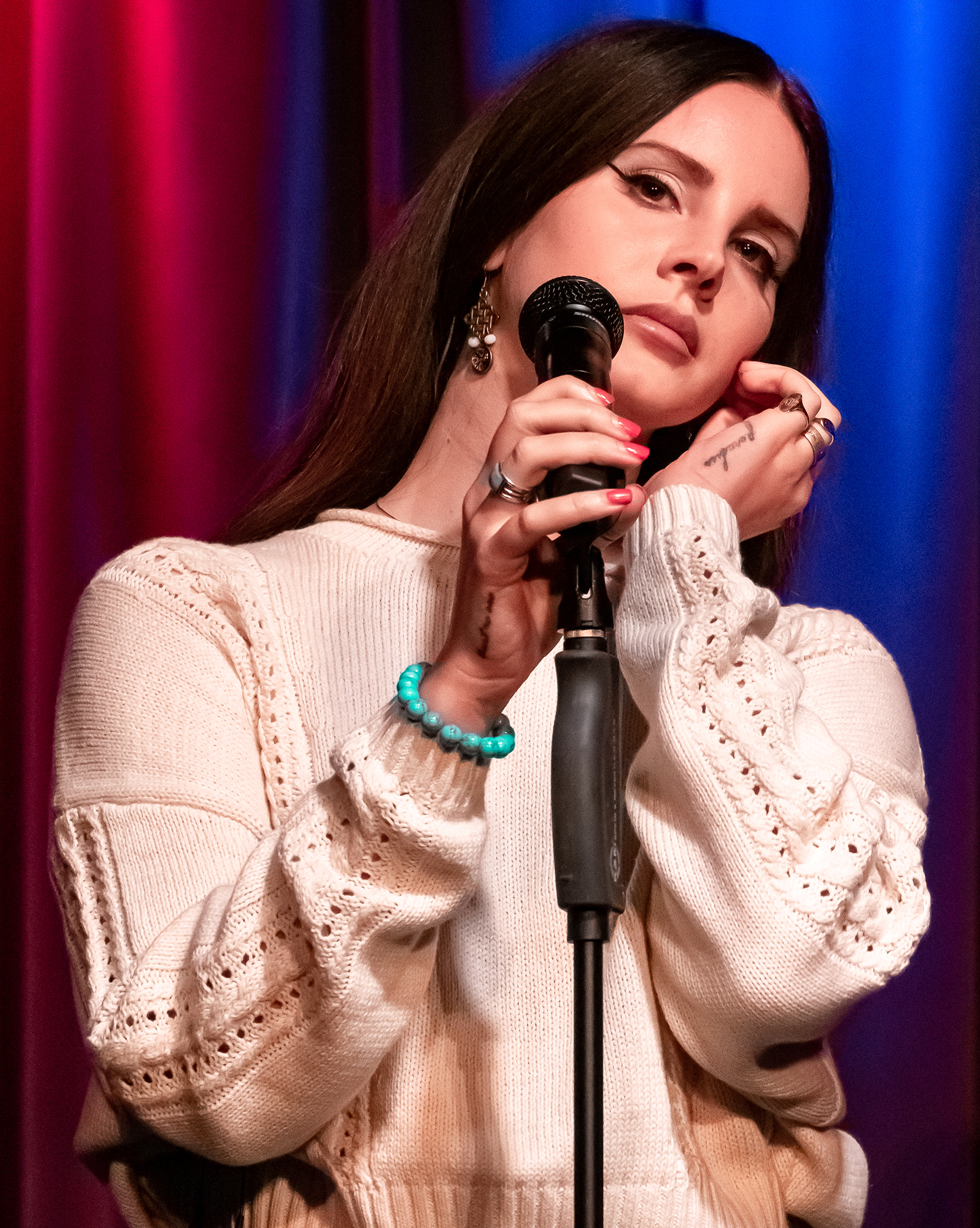
La versión de la cantante estadounidense Lana Del Rey, publicada como sencillo en marzo de 2018, figuró en un recopilatorio dedicado a Lloyd Webber

A mediados de marzo de 2018, la cantante y compositora estadounidense Lana Del Rey formó parte de Unmasked: The Platinum Collection, un recopilatorio doble dedicado a los mayores éxitos de Lloyd Webber por su 70.º cumpleaños, en el que versionó «You Must Love Me». En un comunicado, comentó que había sido un «sueño» interpretar una de las canciones del compositor, a quien citó como una de sus «mayores inspiraciones a nivel musical», y añadió que decidió grabarla por su melodía «única». Publicada como sencillo en las radios el 9 de marzo, es una interpretación «fiel» que mantiene el estilo y los arreglos de la original; en este sentido, incluye instrumentos como las cuerdas, los platillos y el piano que acompañan su «voz frágil». El propio Lloyd Webber calificó la grabación como «maravillosa» y añadió que «canta maravillosamente, con un eco inquietante, sobre el simple acompañamiento de piano. La cantante y la canción expresan necesidad, devoción, valentía y autoridad, todo a la vez».
La prensa también otorgó comentarios favorables. Leonardo Vega, de Indie Rocks, comentó que Del Rey «logró hacer suya la canción, ya que el sonido vintage y su voz dulce te hacen olvidar por unos segundos» a Madonna. Kevin Apaza, de Direct Lyrics, compartió esta opinión y añadió que «sonó tan bien con [su] voz melancólica y única», y Mike Wass, de Idolator, admitió que la balada encajaba con su registro y su estética «como anillo al dedo». Para Lake Schatz, de Consequence, su versión conservaba «gran parte del ardiente anhelo» de la original, pero también añadía una «abrumadora sensación de nostalgia veraniega». Calificada como una «obra maestra sombría», Hilton Dresden, de la revista Out, declaró que se trataba de una actuación «lúgubre, melancólica y mágica, Lana en su forma más auténtica y cruda». Dana Getz, de PopCrush, la describió como una interpretación «escueta e inquietante», en tanto que Tom Breihan, de Billboard, que caracterizó la producción como «más sensible y sosegada», aseguró que se parecía más a una de las canciones habituales de Del Rey. De la misma revista, Kristen S. Hé la nombró la 35.ª canción más destacada de su discografía completa; la autora expresó que su entrega «es suave, sin artificios, pero no por ello menos conmovedora. En lugar de exigir amor, se entrega incondicionalmente, con una generosidad emocional sin límites».

## Lista de canciones y formatos
| 7" / CD / Casete |                                           |          |  |
| N.º              | Título                                    | Duración |  |
| 1.               | «You Must Love Me» (versión del sencillo) | 3:07     |  |
| 2.               | «Rainbow High»                            | 2:27     |  |

| CD (Australia; Europa; Japón) |                                           |          |  |
| N.º                           | Título                                    | Duración |  |
| 1.                            | «You Must Love Me» (versión del sencillo) | 3:05     |  |
| 2.                            | «Rainbow High»                            | 2:27     |  |
| 3.                            | «You Must Love Me» (versión orquestal)    | 4:28     |  |

| Maxi CD (Australia; Europa) |                                                                                              |          |  |
| N.º                         | Título                                                                                       | Duración |  |
| 1.                          | «You Must Love Me» (versión del sencillo)                                                    | 3:05     |  |
| 2.                          | «Rainbow High» (versión del álbum)                                                           | 2:27     |  |
| 3.                          | «You Must Love Me/I'd Be Surprisingly Good for You» (versión orquestal) (con Jonathan Pryce) | 4:28     |  |

## Posicionamiento en listas
| País/Continente   | Lista (1996-1997)                 | Posición más alta |
| ----------------- | --------------------------------- | ----------------- |
| Alemania          | Offizielle Deutsche Charts        | 78                |
| Australia         | ARIA                              | 11                |
| Bélgica (Flandes) | Ultratop 50 Singles               | 50                |
| Canadá            | RPM Adult Contemporary            | 2                 |
| Canadá            | RPM Top 100 Tracks                | 11                |
| Canadá            | SoundScan                         | 2                 |
| Canadá            | The Record Contemporary Hit Radio | 24                |
| Escocia           | Scottish Singles Chart            | 9                 |
| Estados Unidos    | Billboard Hot 100                 | 18                |
| Estados Unidos    | Adult Contemporary                | 15                |
| Estados Unidos    | Adult Top 40                      | 23                |
| Estados Unidos    | Hot 100 Airplay                   | 25                |
| Estados Unidos    | Hot 100 Singles Sales             | 14                |
| Estados Unidos    | Pop Songs                         | 23                |
| Estados Unidos    | Cash Box Top 100 Pop Singles      | 36                |
| Estados Unidos    | R&R AC                            | 10                |
| Estados Unidos    | R&R CHR/Pop                       | 22                |
| Estados Unidos    | R&R Hot AC                        | 16                |
| Europa            | Eurochart Hot 100 Singles         | 29                |
| Europa            | Adult Contemporary Europe         | 3                 |
| Europa            | EHR Top 40                        | 10                |
| Finlandia         | Suomen virallinen lista           | 4                 |
| Francia           | SNEP                              | 41                |
| Irlanda           | IRMA                              | 21                |
| Islandia          | Íslenski Listinn Topp 40          | 26                |
| Italia            | Musica e dischi                   | 5                 |
| Países Bajos      | Top 40 Tipparade                  | 4                 |
| Países Bajos      | Dutch Single Tip                  | 8                 |
| Polonia           | LP3                               | 5                 |
| Reino Unido       | UK Singles Chart                  | 10                |
| Reino Unido       | UK Airplay Chart                  | 43                |
| Reino Unido       | UK Network Chart                  | 10                |
| República Checa   | IFPI CR                           | 3                 |
| Suecia            | Sverigetopplistan                 | 49                |
| Suiza             | Schweizer Hitparade               | 43                |
| Taiwán            | IFPI Taiwan Single Top 10         | 7                 |

| País           | Lista (1996)           | Posición |
| -------------- | ---------------------- | -------- |
| Canadá         | RPM Adult Contemporary | 86       |
| Estados Unidos | R&R Adult Contemporary | 76       |
| Estados Unidos | R&R Hot AC             | 80       |
| País           | Lista (1997)           | Posición |
| Canadá         | RPM Adult Contemporary | 48       |
| Estados Unidos | Billboard Hot 100      | 99       |
| Estados Unidos | R&R Adult Contemporary | 74       |

## Certificaciones y ventas
| País (organismo certificador) | Certificación | Unidades certificadas/Ventas |
| ----------------------------- | ------------- | ---------------------------- |
| Estados Unidos (RIAA)         | Oro           | 500 000                      |
| Italia                        | —             | 20 000                       |
| Reino Unido                   | —             | 90 428                       |
| Sumario                       |               |                              |
| Mundo                         | —             | 1 100 000                    |

## Créditos y personal

### Dirección
- Grabación en CTS Studios (Londres)
- Mezcla en Larrabee Studios North (North Hollywood)
- Masterización en A&M Mastering (Los Ángeles)

### Personal
- Madonna: voz, producción, mezcla
- Tim Rice: composición
- Andrew Lloyd Webber: composición, producción, orquestación
- David Cullen: orquestación
- Mike Dixon: director de orquesta
- Alan Parker: producción
- Nigel Wright: producción
- David Caddick: producción
- Dick Lewzey: ingeniería
- Robin Sellars: ingeniería
- Mark «Spike» Stent: ingeniería
- David Reitzas: ingeniería, mezcla
- Dave Collins: masterización
- David Appleby: fotografía

Créditos adaptados de las notas del CD de «You Must Love Me» y de la banda sonora Evita.